# Riikka Sarasoja-Lilja
Riikka Johanna Sarasoja-Lilja (Lempäälä, 23 de febrero de 1982) es una deportista finlandesa que compitió en esquí de fondo.
Ganó una medalla de bronce en el Campeonato Mundial de Esquí Nórdico de 2013, en la prueba de velocidad por equipo. Participó en dos Juegos Olímpicos de Invierno, en los años 2010 y 2014, ocupando el octavo lugar en Vancouver 2010, en la misma prueba.

## Palmarés internacional
| Campeonato Mundial | Campeonato Mundial     | Campeonato Mundial | Campeonato Mundial   |
| Año                | Lugar                  | Medalla            | Prueba               |
| ------------------ | ---------------------- | ------------------ | -------------------- |
| 2013               | Val di Fiemme (Italia) | Medalla de bronce  | Velocidad por equipo |